# Escuela de Pilotos de la OTAN
El TLP, en inglés y oficialmente Tactical Leadership Programme (Programa de Liderazgo Táctico), también conocido como Escuela de Pilotos de la OTAN, es una alianza militar internacional formada por diez países miembros permanentes (Bélgica, Dinamarca, Francia, Alemania, Grecia, Italia, Países Bajos, España, Reino Unido y Estados Unidos), el resto de países de la OTAN y países invitados de fuera de la OTAN con sede en la ciudad española de Albacete. Es el programa de formación instalado en Europa equivalente al Top Gun americano: un centro multinacional de formación avanzada para pilotos de élite y tripulaciones con la misión de mejorar la operatividad y la efectividad de las fuerzas aéreas aliadas. Además de los cursos prácticos de vuelo (tanto diurnos como nocturnos), también se desarrollan cursos teóricos para personal de los tres ejércitos de países tanto de la OTAN como ajenos a la alianza, y se colabora en la elaboración de la doctrina aérea. Tiene su sede junto a la Base Aérea de Los Llanos. 
Tiene un personal permanente de más de 100 personas de todos sus países miembros y sus cursos suponen el despliegue de 3000 efectivos al año en la ciudad. Ha contado con una inversión de más de 40 millones de euros en infraestructuras y equipos en Albacete.
El centro europeo de formación avanzada de excelencia para pilotos y tripulaciones depende operativamente del Comité de Dirección del TLP y orgánicamente del Estado Mayor del Ejército del Aire y del Espacio (EMA).

## Historia

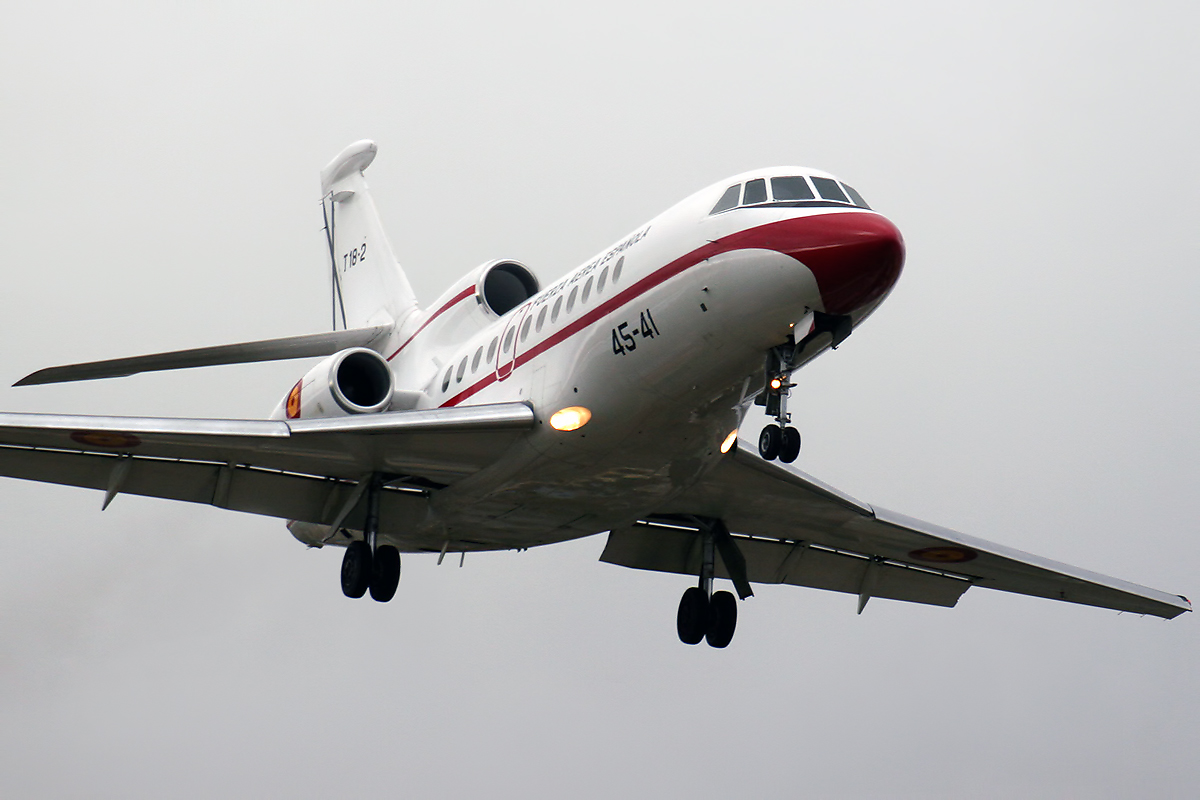
Dassault Falcon 900B español en el TLP

El Programa de Liderazgo Táctico nació en enero de 1978 gracias al impulso de la OTAN y el acuerdo entre Alemania, Bélgica, Canadá, EE. UU., Países Bajos y Reino Unido, primeros países miembros. Su primera sede se ubicó en la Base Aérea de Fürstemfeldbruck (Alemania). En septiembre de 1979 el TLP se trasladó a la Base Aérea de Jever (Alemania) y en marzo de 1989 a la Base Aérea de Florennes (Bélgica). 
En 1996 se sumaron al programa Italia y Dinamarca, abandonándolo Canadá en 1997. En enero de 2002 el Cuartel General Aliado en Europa (SHAPE) y España se asoció al programa. En 2009 se incorporaron Grecia y Francia. En julio de 2009 el TLP se trasladó a la Base Aérea de Albacete, inaugurándose oficialmente el 1 de octubre. El 4 de noviembre empezó el primer curso académico y el 9 de noviembre comenzó el primer curso de vuelo en su nueva sede de España. Hasta 2012 el TLP había contado con la participación de más de 7000 tripulaciones.

## Misión
El TLP tiene como objetivo mejorar la operatividad y efectividad de las fuerzas aéreas de todos los países participantes (no sólo de los países miembros permanentes). Para ello, se entrenan habilidades aéreas de liderazgo y se recrean las condiciones hostiles de una misión real durante las prácticas de vuelo. El programa cuenta con dos secciones: una sección de vuelo, con cursos prácticos diurnos y nocturnos, y una sección académica, con cursos teóricos.

## Presupuesto y personal

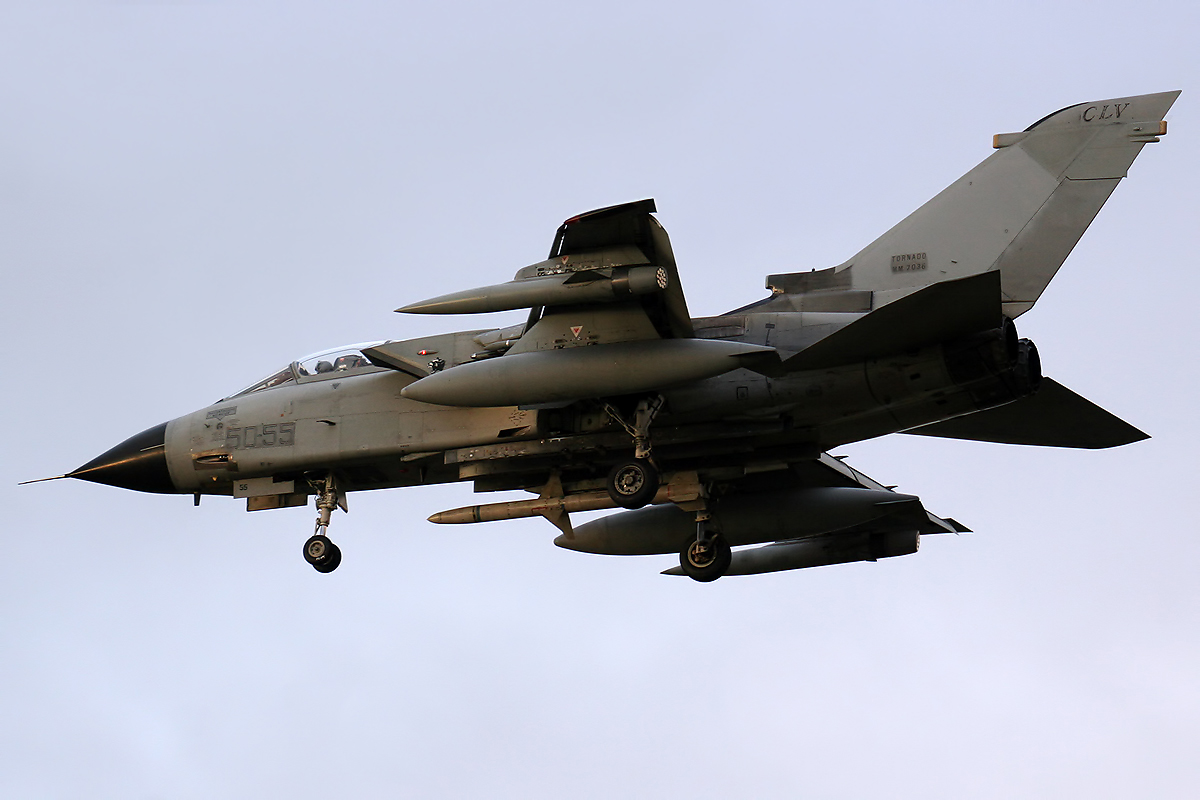
Avión Panavia Tornado de Italia volando durante un curso de vuelo del TLP en Albacete

El traslado del TLP a Albacete ha conllevado la inversión de más de 40 millones de euros en infraestructuras y equipos en la ciudad. El presupuesto anual del Programa de Liderazgo Táctico asciende a 5 millones de euros. Cada año, participan en el TLP unas 500 personas en cada uno de los 6 cursos que de media se realizan en Albacete, lo que supone un total de 3000 efectivos al año. La plantilla del TLP está formada por más de 170 personas procedentes de todos sus países miembros entre militares y civiles. Gradúa al año a un centenar de pilotos, una decena de controladores y 17 especialistas en inteligencia. Es un motor económico para Albacete puesto que colabora con más de 80 empresas.

## Instalaciones

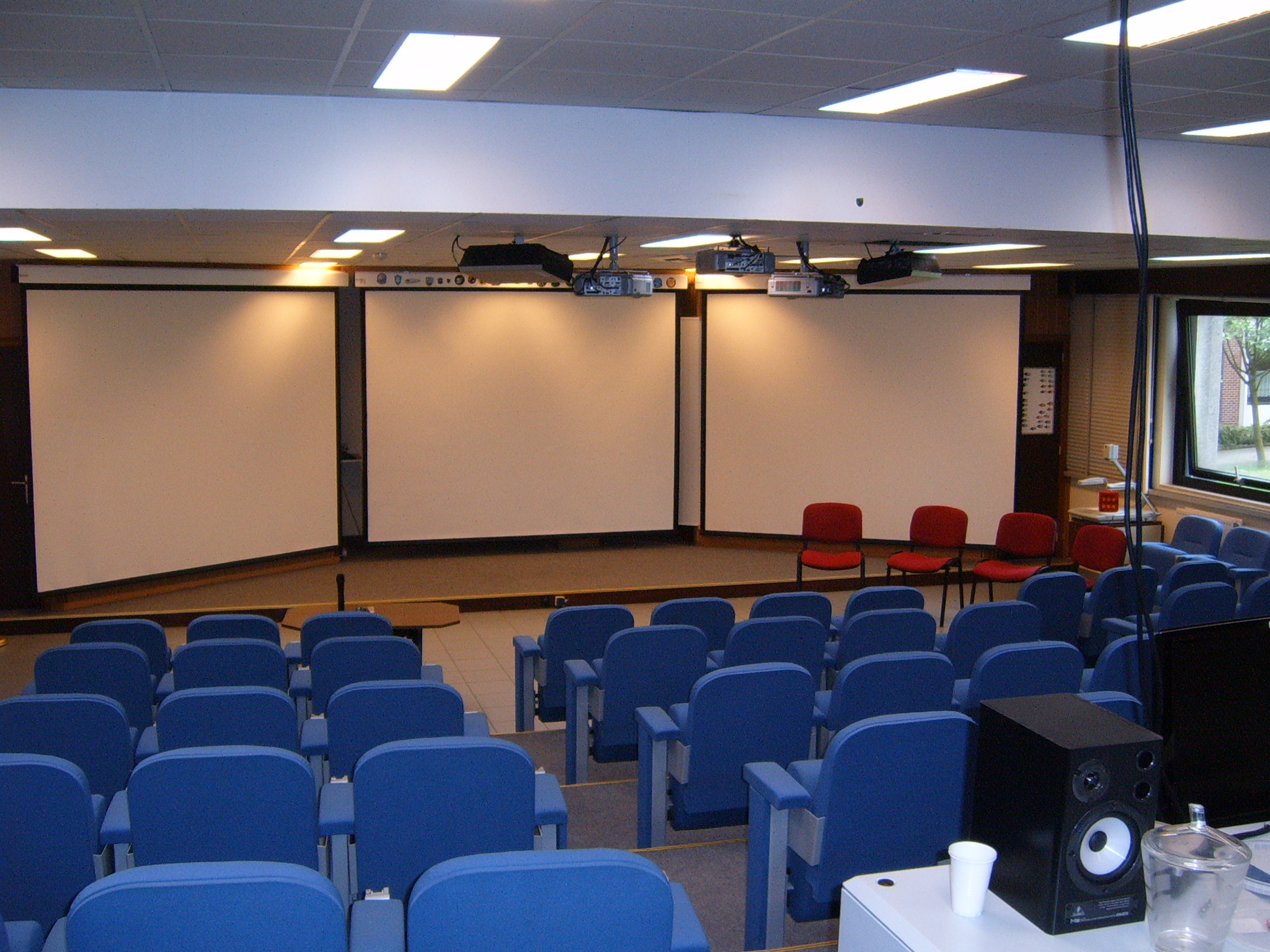
Auditorio del TLP

Las diferentes instalaciones del TLP están situadas en la Base Aérea de Los Llanos de Albacete. Así, el acuartelamiento se ubica en el norte de la base mientras que el edificio de la sede del TLP se sitúa a 5 minutos a pie del acuartelamiento. El Programa de Liderazgo Táctico dispone también de un edificio-hotel de nueva construcción con 400 habitaciones de lujo. Otro lugar de interés del TLP es el denominado MURF, un establecimiento de ocio que alberga gimnasio, biblioteca, bar, comedor y sala de ordenadores.

## Opositores
Tras el anuncio del traslado a la ciudad de Albacete sin el conocimiento de las autoridades regionales y locales ni debate en el Parlamento español, surgió en la ciudad la Plataforma contra la Militarización de Albacete que aunó todos los movimientos pacifistas y antimilitaristas de la capital. En su manifiesto recogían su negativa a la instalación del TLP en Albacete, la fabricación del Helicóptero Tigre de Airbus Helicopters, la hipocresía de los gobernantes al hablar de paz y promover la guerra y en contra también de la militarización de la provincia, en particular de la sierra de Chinchilla. Sus numerosas acciones de protesta, siempre no violentas, han sido llamativas y con importante eco social, intentando promover la cultura de la paz y alertando de los importantes riesgos que supone tener una instalación como el TLP a escasos 2 kilómetros del núcleo urbano.

## Galería de imágenes

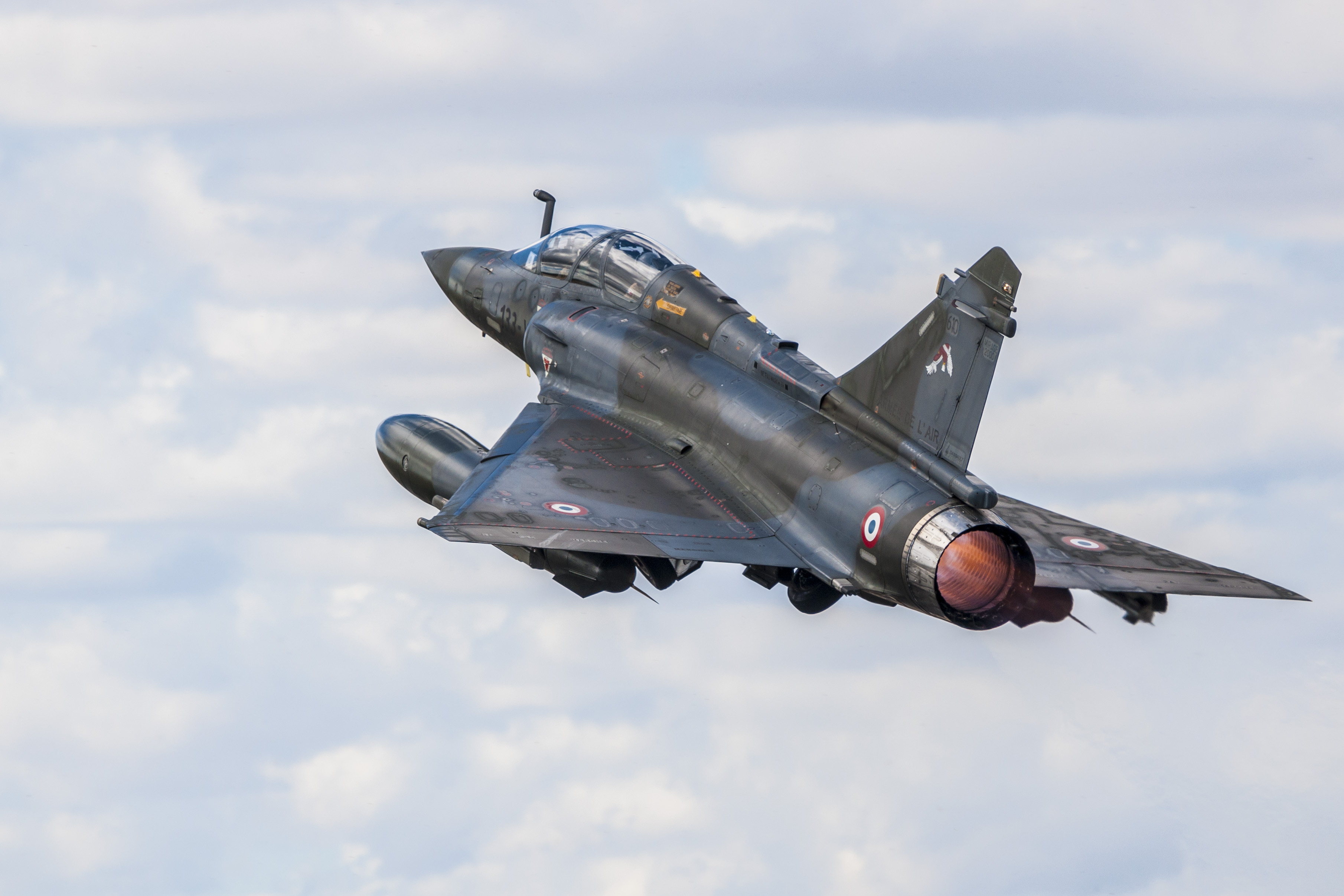
Mirage 2000D durante la primera jornada del TPL 2013 Spotting Day
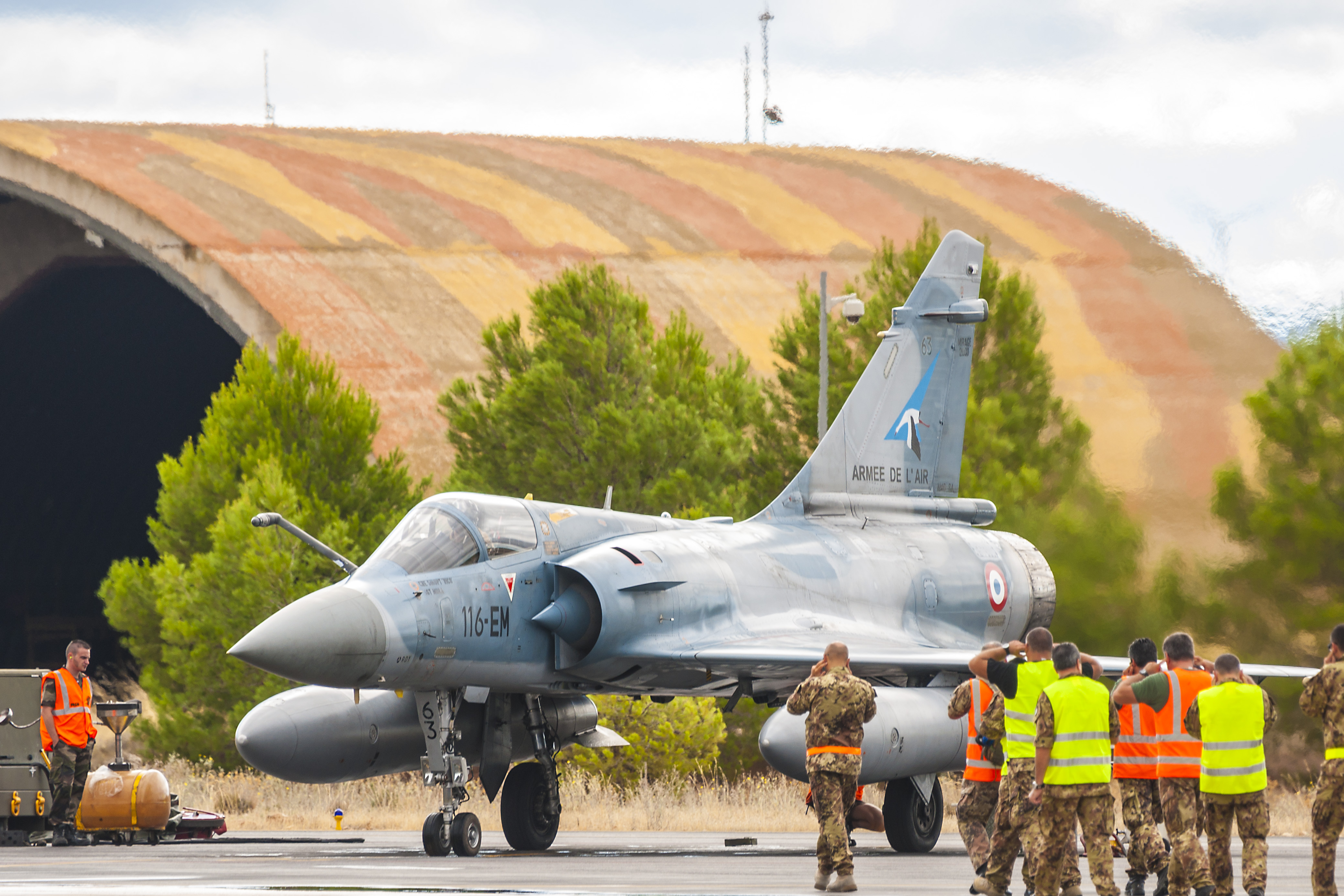
Mirage 2000-5F
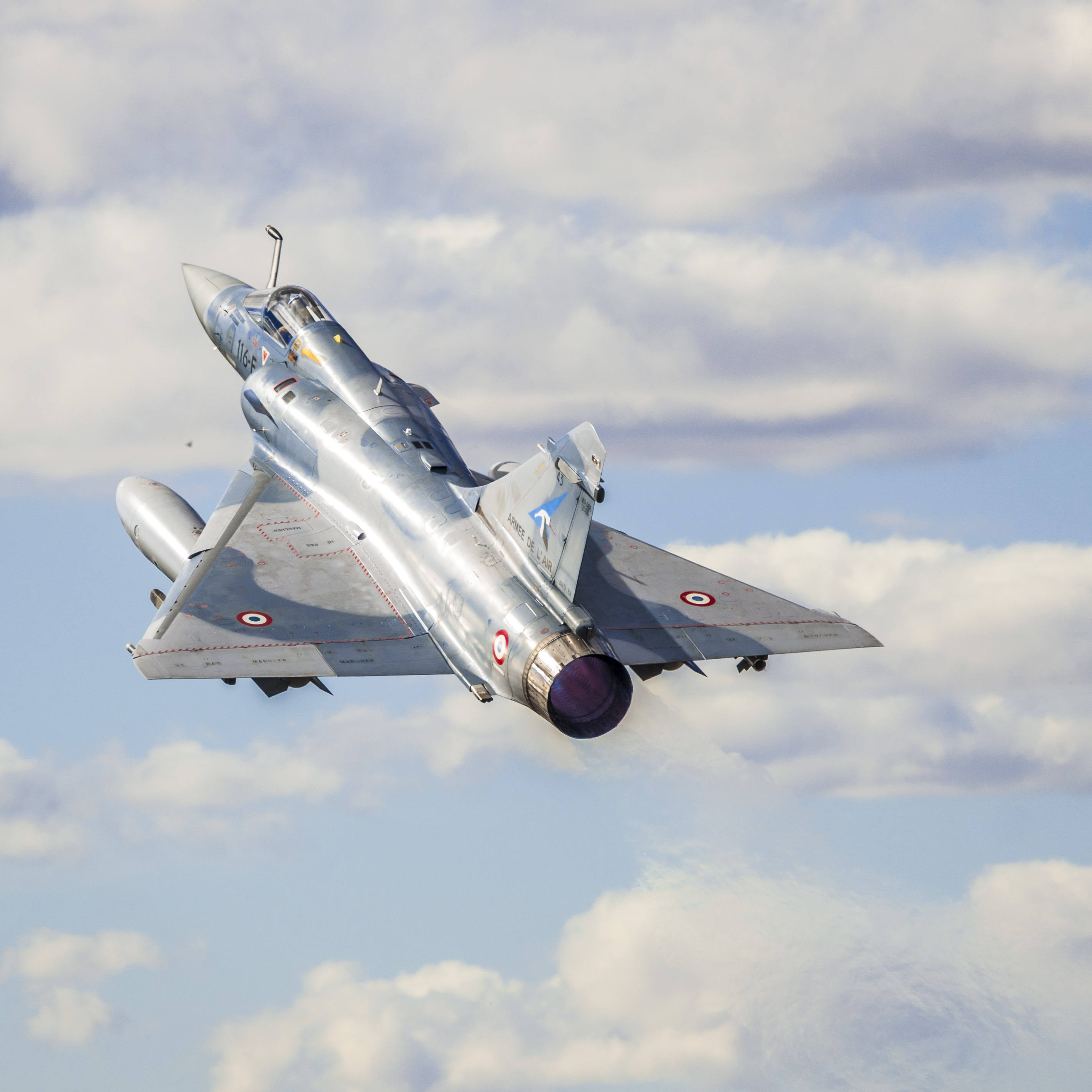
Mirage 2000-5F
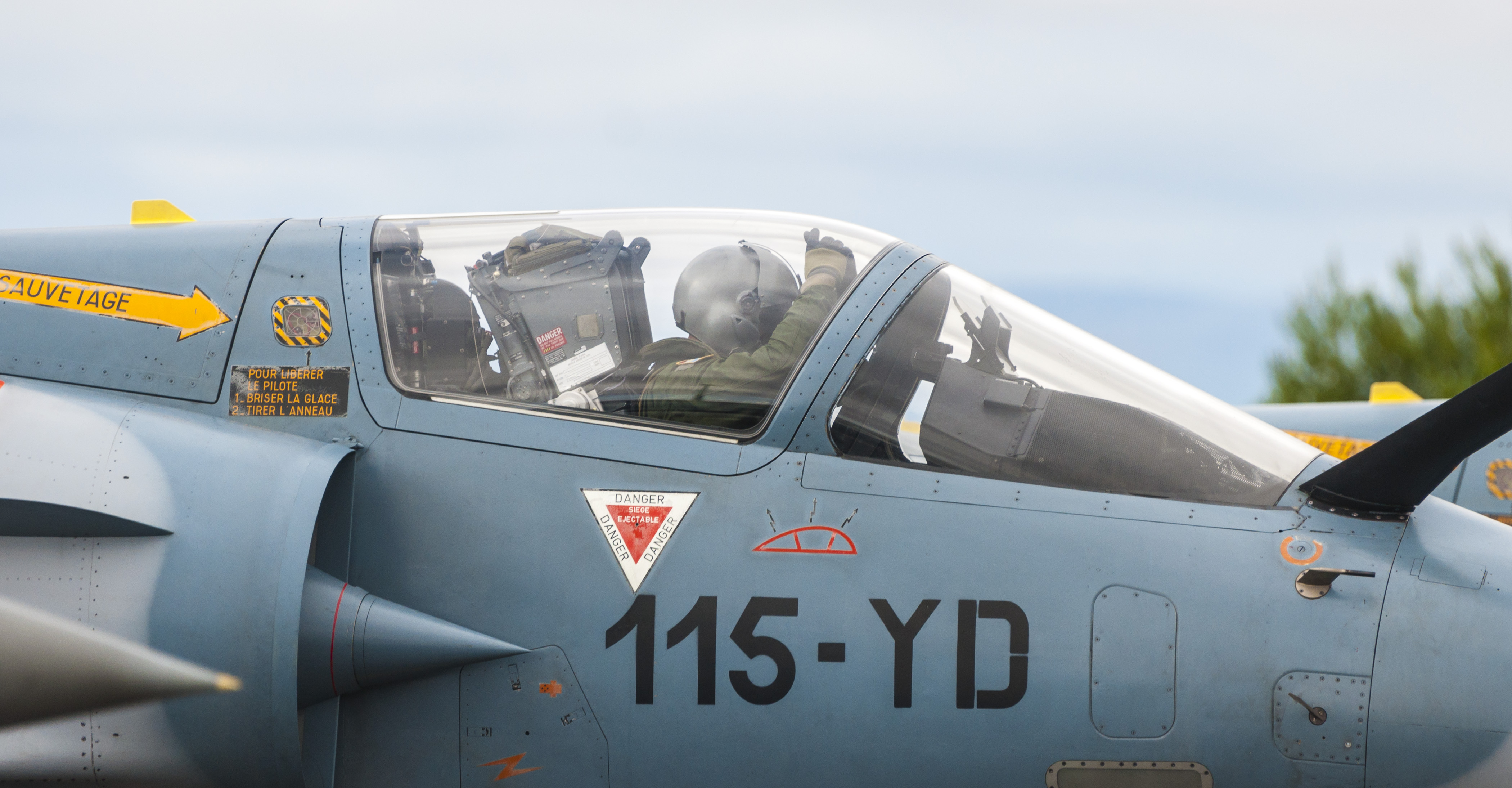
Mirage 2000-5F
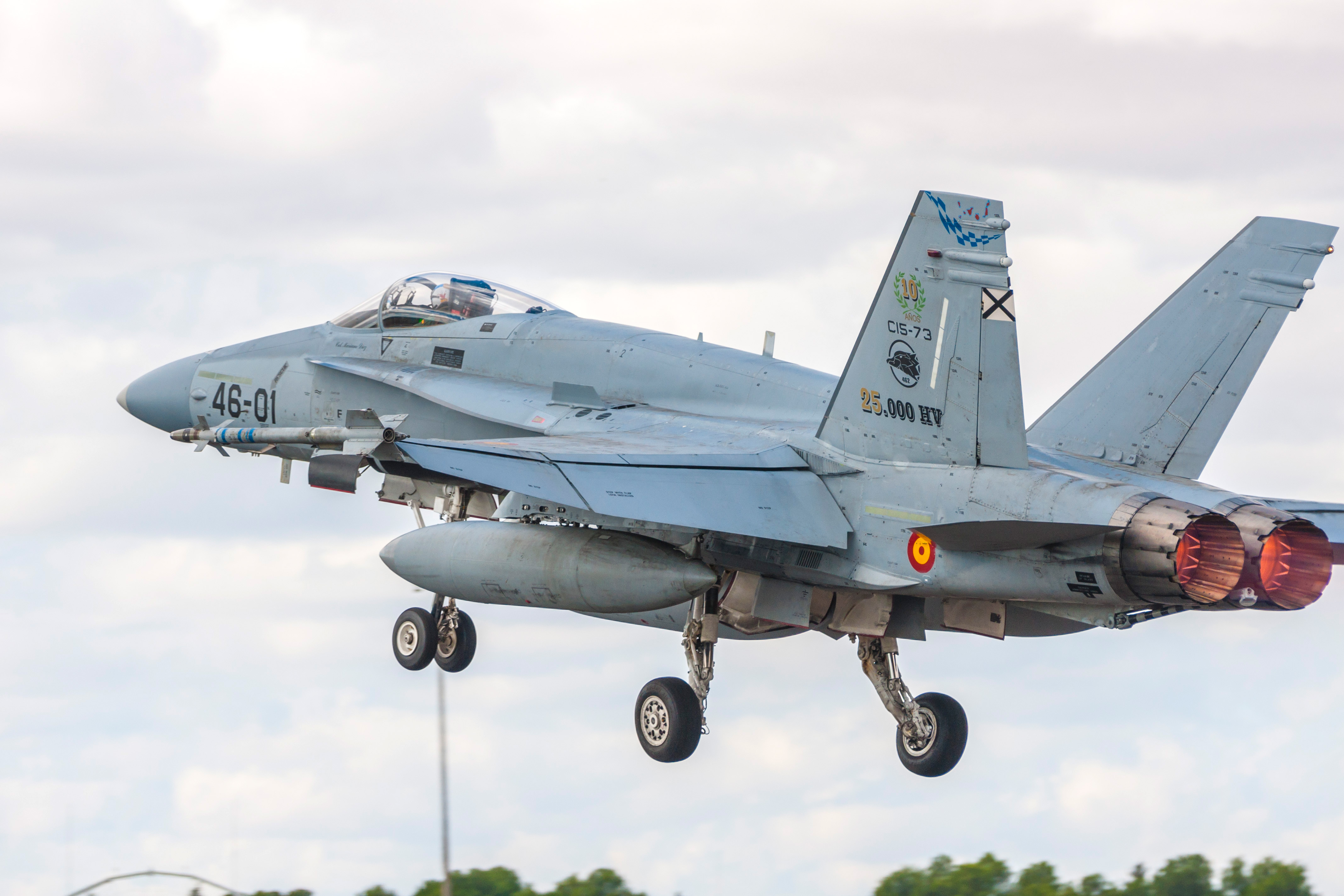
Foto tomada durante la primera jornada del TPL 2013 Spotting Day